# П'єр Галуа
П'єр Галуа (фр. Pierre Marie Gallois; 1911—2010) — генерал французьких ВВС, фахівець з ядерної зброї, професор і автор низки монографій з міжнародних відносин і геополітики.
Він вважав, що сучасна фаза геополітичної еволюції світу характеризується провідною роллю в ній ракетно-ядерної зброї. Володіння нею ніби вирівнює сили ядерних держав незалежно від їх географічного положення, чисельності населення та традиційних фізико-географічних умов території.
Іншою важливою відмітною рисою є «масова поведінка людей», чого не враховувала традиційна геополітика. Тепер же вона зобов'язана це враховувати, тому що розвиток засобів масової інформації та зв'язку, а також безпосереднє втручання населення в політику здатні привести людство до наслідків руйнівного характеру, порівнянним лише з наслідками ядерного катаклізму. Особливо небезпечна можливість доступу терористів до зброї масового ураження, їх проникнення на атомні електростанції. Треба відзначити, що деякі уряди проводять політику заохочення та їх країни стають гніздами терористів.
Поле вивчення традиційної геополітики було обмежено земним простором — Сушею і Морем. Сучасна ж геополітична ситуація багато в чому визначається сьогоденням і майбутнім освоєнням космічного простору.
Сукупний ефект цих та ряду інших нових факторів такий, що якщо суб'єктами та об'єктами традиційної геополітики були держави-нації, то в даний час необхідно мислити в термінах колективного, спільного, спільної дії — в термінах людства.
У своїх військово-стратегічних і геополітичних положеннях Галлуа виходив із доктрини «стримування комунізму», суть якої полягала в недопущені зростання геополітичного впливу комуністичних ідей і СРСР шляхом оточення території соціалістичного табору військовими базами, боротьби з комуністичними партіями в комуністичних країнах. Галлуа відзначив, що поява ядерної зброї і вирішення її доставки за допомогою авіації та ракет, корінним чином змінює відношення політики до війни. Держава, яка кинула виклик іншій державі, ризикує втратити за кілька годин все, що створене нею до цього, і опинитись відкинутою на декілька десятиліть назад, навіть якщо вона володіє чудовими військовими потужностями. Це робить відносини між різними державами, які володіють ядерною зброєю, рівноправними, дає можливість стримувати устремління могутніх геополітичних держав. Характерною рисою нової політики стримування, на думку Галлуа, є виробництво двох величин: кількість бойових засобів удару у відповідь та рішучість нації його використати. Ці величини — ударний ракетно-ядерний потенціал і тверду національну волю — Галлуа називає законами стримування. У своїй праці «Геополітика. Способи ведення» Галлуа виділяє нові проблеми, не досліджувані класичною геополітикою. Серед них — ті явища в політиці, які мають вплив на прийняття важливих геополітичних рішень і підвищення ролі ЗМІ.
П. Галлуа виділив три історичні фази в еволюції геополітики:
- Від ранніх етапів людського розвитку аж до першої промислової революції — протогеополітіка відрізнялася географічним фаталізмом.
- Нова фаза, вихідною точкою якої стала промислова революція — хижацька експлуатація людиною навколишнього природного середовища, перетворення природи, що врешті-решт призвело до загострення глобальних проблем, що створили загрозу самому існуванню людства.
- На третій фазі бумеранг повертається: природа «мстить за себе», змушує держави і політиків «рахуватися з собою». З'являється необхідність узгоджених дій всіх формальних і неформальних членів міжнародного співтовариства у виробленні та реалізації общепланетарной геополітики, в основі якої лежали б інтереси порятунку цивілізації для майбутніх поколінь. Це неконфронтаційний тип геополітики. При цьому Галлуа зауважує, що важливо не втратити саму суть предмета геополітики. Тому, вважає він, має залишитися старе визначення цієї дисципліни: «Вивчення відносин, що існують між владною політикою в міжнародному плані і тими географічними рамками, в яких вона проводиться»